# Svend Lindhart
Svend Villiam Peder Lindhart (født 7. april 1898 i København, død 3. september 1989 sammesteds) var en dansk billedhugger.
Svend Lindhart var uddannet stukkatør, gipser og dekoratør billedhugger hos H. Lamberg Petersen 1912-17, men havde ingen formel uddannelse som billedhugger. Han var i årene 1928-80 knyttet til porcelænsfabrikken Bing & Grøndahl, for hvem han bland andet formgav Pinerne, en serie med fire hvide porcelænsfigurer af en lille dreng med forskellige lidelser. Han havde 1943-48 et keramisk værksted i Utterslev i Bispebjerg i København. Hans sidste store opgave Sømanden, blev udført som 86-årig, som en hyldest til de danske sømænd der i 1944 deltog i invasionen på Normandiets kyster.
Han var gift med Fanny Lindhart (1900-84).

## Værker i udvalg
- Mor med børn, bronze, 1940, Vitus Berings Park i Horsens[3] og i Brønshøj, samt som model i gips i KØS - Museum for kunst i det offentlige rum i Køge
- Vore faldne, bronze, 1957, Churchillparken udenfor Sjællandsport (Kongeporten) på Kastellet i København
- Buste af Dag Hammarskjöld, bronze, udenfor Högskolan i Jönköping og i Slottsparken, Dag Hammarskjölds väg, i Uppsala
- Sømanden, bronze, 1984, udenfor Sainte-Marie-du-Mont (en), et par kilometer fra invasionskysten, i Normandiet i Frankrig[4]
- Buste af krigshelten Anders Lassen (1920-45), bronze, ved Frihedsmuseet i København[5]
- Gravskulptur, Svend og Fanny Lindharts grav på Bispebjerg Kirkegård i København[6]

- Vore Faldne i Churchillparken
- Mindesmærket For omkomne fiskere og søfolk på Lynæs Kirkegård
- Sømanden